# Хрониозухии
Хрониозухии (лат. Chroniosuchia) — клада вымерших рептилиоморф, которой присваивают ранг отряда или подотряда. Жили во времена пермского и триасового периодов (273—227 млн лет назад). Эта клада считается довольно примитивной, даже близкой к ранним представителям отряда эмболомеров. Однако, хрониозухии оказались чрезвычайно успешной группой тетрапод, которая не только стала важнейшим элементом верхнепермской фауны, но и пережила вымирания на границе перми и триаса, даже смогли успешно конкурировать с диапсидными рептилиями среднем триасе.

## Распространение
В отличие от своих темноспондильних конкурентов, например, архегозавров, данная клада не получила глобального распространения. В верхней перми хрониозухии хорошо известны в составе северодвинской фауны, а также в прилегающих регионах — от Башкирии до Белого моря. Одновременно они существовали в Китае. В триасе Chroniosuchia распространились в другие регионы Европы и Азии. Ареал и необычность данной клады рептилиморф могут быть признаками того, что она возникла в регионе, который, возможно, был отделён от Пангеи до верхней перми.

## Описание
К сожалению, хрониозухии изучены очень слабо. Их тела были короткими, примерно с 25 туловищными позвонками, но их конечности и таз не описаны. Chroniosuchia были небольшими «крокодилами» пермского периода, длиной от метра с небольшим до 2,5 м. Они охотились на других амфибий и других наземных животных. Возможно, в их рацион входила и рыба. Они вели прибрежный образ жизни и сами становились жертвой больших наземных хищников, от которых не могли убежать. Их панцирь не мог как следует защитить их, особенно молодых особей.

### Череп
Если смотреть на форму черепа, то на первый взгляд он не сильно отличается от черепов других крокодилоподобных амфибий: относительно низкий череп, массивная нижняя челюсть, скульптурована поверхность костей черепа. Однако, при более внимательном взгляде окажется, что череп хрониозухий имеет большие отличия от амфибий. Во-первых, предглазничные окна в черепе были длиной в половину длины морды. Назначение этих окон не совсем понятно; есть мнение, что в них располагались органы солевого обмена. Во-вторых, можно отметить небольшое щелевидные окно в передней части черепа между ноздрями. В-третьих, важная особенность хрониозухий — значительный наклон боковых поверхностей черепа, то есть бокам морды и щёчной области. При такой конструкции черепа их глаза могли смотреть не столько вверх, сколько в стороны, предглазничные окна предназначались для облегчения черепа без потери прочности. (Кстати, если вырезать из черепа хрониозухии продольную плоскую часть между ноздрями, глазницами и крыша черепа, и составить остальные части, получится нечто похожее по форме и механикой на череп архозавров. Сходство ещё более усилится, если считать, что череп Chroniosuchia был кинетическим, то есть в нём более или менее подвижные соединения костей.) В-четвёртых, у хрониозухий крыша черепа была слабо соединена с костями щек.

### Зубы
Хрониозухии были хищниками. Об этом говорят крупные зубы (клыки) на нижней челюсти и крупные зубы на нёбе. При этом массивная нижняя челюсть создавала и силу удара и давала место для прикрепления челюстных мышц.

### Позвоночник
Ещё более интересен позвоночник хрониозухий. Во-первых, их позвонки напоминают позвонки эмболомеров, что совершенно не типично для верхепермских рептилиоморф, и межпозвонковые диски также были окостеневшие; а во-вторых, над каждым позвонком имеется костяная пластина, приросшая к спинному отростка позвонка. Эти пластины формировали костяной панцирь, защищавший со стороны спины. И хотя панцирь был (по крайней мере в некоторых родов) сплошным и полностью прикрывал спину, он был гибким, поскольку пластины панциря не срастались, а налегали друг на друга наподобие черепицы. Между прочим, форма пластин панциря — характерные особенности видов хрониозухий.

### Образ жизни
Хрониозухии скорее всего были прибрежными хищниками, охотились на наземную добычу, но нападали на неё, скорее всего, из воды. Мнение об их рыбоядности, пожалуй, неверно, ибо известно, что в Chroniosuchia отсутствуют признаки органов боковой линии, а это невыгодно рыбоядным животным. И конструкция черепа рассчитана на большие вертикальные нагрузки, но при этом не годится для движения из стороны в сторону в воде. И ещё одним подтверждением является наличие панциря, который годится для защиты от наземных хищников, атакующих сверху и не подходит для защит от водных хищников, которые будут атаковать снизу или сбоку.

## Классификация
По данным сайта Paleobiology Database, на январь 2018 года в отряд включают 2 вымерших семейства: быстровианиды и хрониозухиды, причём представители первого достигли расцвета нижнем триасе, второго — в конце перми.

| - Семейство Bystrowianidae Vjushkov, 1957 — Быстровианиды - Род Jiyuanitectum Liu et al., 2014 - Подсемейство Axitectinae Shishkin et al., 2014 - Род Axitectum Shishkin & Novikov, 1992 - Подсемейство Bystrowianinae Vjuschkov, 1957 - Род Bystrowiana Vjuschkov, 1957 — Быстровианы - Род Bystrowiella Witzmann et al., 2008 - Род Synesuchus Novikov & Shishkin, 2000 - Род Vyushkoviana Shishkin et al., 2014 - Род Yumenerpeton Jiang et al., 2017 - Подсемейство Dromotectinae Shishkin et al., 2014 - Род Dromotectum Novikov & Shishkin, 2000 | - Семейство Chroniosuchidae Vjushkov, 1957 — Хрониозухиды - Род Chroniosaurus Tverdokhlebova, 1972 - Род Chroniosuchus Vjuschkov, 1957 — Хрониозухи - Род Ingentidens Li & Cheng, 1999 - Род Jarilinus Golubev, 1998 - Род Madygenerpeton Schoch et al., 2010 - Род Phratochronis Li & Cheng, 1999 - Род Suchonica Golubev, 1999 - Род Uralerpeton Golubev, 1998 |